# 兼城村
兼城村（かねぐすくそん）は、かつて沖縄県島尻郡に存在した村。現在の西崎地区を除く糸満市北部に該当する。
1908年の島嶼町村制施行で兼城村となったが、字糸満（兼城間切糸満村）のみ（旧）糸満町として分立した。1961年10月1日に（旧）糸満町・高嶺村・三和村と合併し、（新）糸満町となり消滅した。現在は、旧村内一帯を兼城地域として、糸満市の一地域に位置づけられている。

## 沿革
かつてこの地域は兼城間切で、古くは「しもしましり」、または島尻兼城間切と呼ばれていた。農業のほかに、海人（うみんちゅ）の町である糸満に港があったため、漁業も盛んだった。1896年に島尻郡に編入。1908年の島嶼町村制施行で兼城間切がそのまま兼城村となったが、漁港を抱えていた糸満だけは分立し、糸満町として唯一町制を敷いた。
中心となる村役場は座波に置き、県都那覇と糸満とを結ぶ経由・通過地とし交通網が発展した。1923年には沖縄県営鉄道糸満線が開通し、村内に兼城駅が設置された。
沖縄戦では1500人余が犠牲になったが、引き続き村役所を座波に置き、村として戦後復興を努めた。しかし、行財政力に乏しかったことから、財政力の強化と行政運営の合理的・能率的から1961年10月1日に（旧）糸満町・高嶺村・三和村と合併し（新）糸満町となり、兼城村は消滅した。一度は分離した字糸満はこの合併で再び一緒になったものの、町の中心は旧糸満町である字糸満におかれた。糸満町は1971年12月1日に市に昇格し、糸満市となった。
合併後、座波の兼城村役所は糸満町兼城支所となったが数年後に廃止され、庁舎は兼城農協（現在は廃止）の庁舎として使用された。また小中学校の校区も一部見直され、学校のある中心部の座波から遠く、字糸満に近い照屋や兼城の一部は字糸満にある学校へ通学先が変更された。

## 地域
- 阿波根（あはごん）
- 賀数（かかず）
- 兼城（かねぐすく）
- 波平（なみひら） 合併後、三和村（戦前は摩文仁村）の波平（現在の南波平）と分けるため北波平となった
- 座波（ざは）
- 潮平（しおひら）
- 武富（たけとみ）
- 照屋（てるや）

賀数は元々座波の一部であった。方言で「ざー・かかじ」と併称されるほど、結び付きが強かった。

## 隣接していた自治体
- 糸満町（現在の糸満市字糸満）
- 高嶺村（現在の糸満市）
- 豊見城村（現在の豊見城市）
- 東風平村（現在の八重瀬町）

## 現在の糸満市兼城地域
かつて村の中心だった座波は、1990年代まで賑わっていたものの、1992年に中心部をかすめる県道7号のバイパスが開通した後は交通量はバイパスの方に移り、中心部としての機能は次第に衰退していった。現在でも小・中学校や郵便局は座波や賀数にあり、路線バスもバイパスではなく中心部を通る旧道を経由している。
農業が盛んな地域は現在でも変わらないが、那覇市のベッドタウンとして急速に発展していき、かつてサトウキビ畑だったところに次々と住宅が建設されるようになった。同時に道路網の整備も著しく、国道331号（沖縄西海岸道路豊見城道路・糸満道路）や沖縄県道7号奥武山米須線（主要地方道）を中心に隣接する豊見城市と合わせて、那覇市と（糸満）市内中心部を結ぶ重要な幹線道路としてだけでなく、観光地である市南部の三和地域（旧三和村）の南部戦跡（沖縄戦跡国定公園）への観光道路としての機能も果たしている。
1982年には市最大の埋立地である西崎地区が完成し、隣接する国道331号（当時）沿いの兼城や潮平、阿波根と合わせて急速に発展していき、当時の国道沿いには大型スーパーやファーストフード店などが建ち並ぶようになった。2000年には閉鎖された製糖工場の跡地に大型ショッピングセンターが完成し、街並みが大きく変わった。都市化とともに当時の国道331号（現在の沖縄県道256号豊見城糸満線）の交通量は増加し、渋滞を起きることも度々あることから、西崎地域内に現在の国道331号である沖縄西海岸道路豊見城道路・糸満道路を建設し2012年に全線開通、2017年には4車線に拡幅され、並行する旧道（かつての国道）を沖縄県道256号豊見城糸満線に降格したが、その後も2車線（片側1車線）の道路を4車線（同2車線）に拡幅する工事も豊見城市とともに進んでいる。
1995年には沖縄県道82号那覇糸満線（主要地方道）のバイパスが全線開通し、南風原町や那覇市首里方面、また沖縄自動車道に接続する那覇空港自動車道南風原道路（2000年開通）のアクセス道路として沖縄本島中北部方面への近道としても便利になった。2003年には那覇空港自動車道が豊見城東道路の豊見城ICまで開通し、交差する沖縄県道7号奥武山米須線も重要なアクセス道路となった。
しかし豊見城市の新たな埋め立てによる急速な発展と経営再建で西崎にあった大型スーパーダイエーが撤退したことで買い物客が豊見城市や那覇市小禄の大型スーパーなどに流れ、これまでの発展に陰りが出てきている。それでも市内に新たな埋立地（潮崎地区）が完成したため、字糸満・西崎とともに引き続き那覇市のベッドタウンとして発展するのと思われる。

### 交通

#### 道路
- 沖縄県道77号糸満与那原線（主要地方道）
- 沖縄県道82号那覇糸満線（主要地方道）
- 沖縄県道7号奥武山米須線（主要地方道）
- 沖縄県道54号線
- 沖縄県道134号線
- 沖縄県道250号糸満具志頭線
- 沖縄県道256号豊見城糸満線（旧国道331号）

#### 路線バス
- 34番・糸満（東風平）線（沖縄バス） 照屋 - 高嶺入口 - 県道77号 - （県道52号 - 国道507号那覇方面）
- 35番・糸満（志多伯）線（沖縄バス） 照屋 - 高嶺入口 - 県道7号 - 県道134号 - （県道77号 - 国道507号那覇方面）
- 36番・糸満〜新里線（沖縄バス） 照屋 - 高嶺入口 - 県道77号与那原方面
- 81番・西崎向陽高校線（琉球バス交通）　糸満入口→（西崎）→潮平→西崎入口→糸満入口
- 89番・糸満（高良）線（琉球バス交通・沖縄バスの共同運行） 糸満ロータリー - 県道256号（旧国道331号）豊見城・那覇方面（一部西崎経由あり）
- 107番＆108番・南部循環線（琉球バス交通） 潮崎→糸満高校前（県道54号）→照屋→高嶺入口→県道7号→（高嶺・真壁・米須・国道331号・喜屋武）→西崎入口→潮平 （107番。108番はその逆）
- 189番・糸満空港線（琉球バス交通）　糸満入口 - （道の駅いとまん前 - 国道331号那覇方面 - 那覇空港）
- 200番・糸満おもろまち線（沖縄バス） 照屋 - 高嶺入口 - 県道7号 - 県道134号 - （県道77号 - 国道507号那覇方面）
- 235番・志多伯おもろまち線（沖縄バス） 照屋 - 高嶺入口 - 県道7号 - 県道134号 - （県道77号 - 国道507号那覇方面）
- 334番・国立劇場おきなわ線（沖縄バス） 照屋 - 高嶺入口 - 県道77号 - （県道52号 - 国道507号那覇方面）
- 446番・那覇糸満線（那覇バス） 照屋 - 高嶺入口 - 県道7号豊見城方面 - 県道82号 - 武富ハイツ（後者2か所は豊見城団地経由のみ） - （県道7号豊見城・那覇方面）

### 学校
- 糸満市立兼城小学校
- 糸満市立潮平小学校
- 糸満市立兼城中学校
- 糸満市立潮平中学校